# Czynność i mechanika mięśni
Czynność i mechanika mięśni – konkretna czynność, wykonywana jest przez grupę mięśni bądź grupy mięśniowe. Mięśnie współdziałające (synergistyczne), to mięśnie o wspólnej czynności. Mięśnie przeciwdziałające (antagonistyczne) wykonują czynność przeciwną.
Trzy podstawowe czynności mięśni:
- Ruch, świadomy albo instynktowny;
- Utrzymanie postawy ciała, np. leżenie, stanie;
- Wytwarzanie ciepła, zakłada się, że 85% ciepła ciała, to produkt w czasie pracy skurczu mięśni[1].

Pracę mięśni dzieli się na: dynamiczną i statyczną:
- Praca dynamiczna – powtarzający się skurcz i rozkurcz mięśnia, podczas których miejsca przyczepów mięśni przybliżają się i oddalają. W wyniku pracy dynamicznej przez mięsień cały czas przepływa krew. Dzięki dostarczanym składnikom energetycznym i pobieraniu produktów przemiany materii warunki pracy mięśnia są korzystniejsze;
- Praca statyczna – przez pewien czas utrzymywany jest skurcz mięśnia. Zmienia się napięcie mięśnia, ale jego długość pozostaje bez zmian. W tym przypadku przepływ krwi przez mięsień jest utrudniony, co oznacza gorsze zaopatrzenie w składniki konieczne przy pracy. Skutkiem tego są szybciej pojawiające się objawy zmęczenia. Praca statyczna wiąże się z tymi mięśniami, które określają ułożenie stawu.

We wszystkich aktach ruchu uczestniczą mięśnie, które odpowiadają za:
- stabilizację pozycji ciała;
- wspomaganie wykonywanego ruchu;
- wykonanie odpowiedniego ruchu.

Linia działania siły mięśnia – łączy środkowe i końcowe punkty przyczepów. Nie jest całkowicie przeznaczona na wykonywanie ruchu, jej zadaniem jest także zabezpieczanie stawu. Wyróżnia się składową obrotową, ruchomą i składową stawową. Wielkość pierwszej zależy od odległości linii działania siły mięśnia, od osi obrotu stawu. Nazwa tej odległości, to ramię siły, wyznacza najmniejszą długość linii działania mięśnia od osi stawu.
Iloczyn siły skurczu mięśnia i ramienia siły, to moment statyczny. Zachodzi zależność: im dłuższe ramię siły, tym większa siła skurczu mięśnia, a także moment statyczny. 
Najmniejsza odległość linii działania siły ciężkości od osi ruchu w stawie nazywana jest ramieniem siły ciężkości. 
W skład układu biernego ruchu wchodzi system dźwigni, poruszanych przez mięśnie. Obowiązkowe elementy każdej dźwigni: 
- punkt nieruchomy A, dookoła niego musi obracać się dźwignia (położony w rejonie stawu);
- siła F, tworzona przez skurcz mięśnia;
- opór R, który siła musi pokonać.

Rozróżnia się trzy typy dźwigni:
- Dźwignia dwuramienna, punkt nieruchomy A, położony między siłą F i oporem R;
- Dźwignia jednoramienna, siła F i opór R znajdują się po tej samej stronie punktu nieruchomego A;
- Dźwignia jednoramienna, ramię siły mięśnia krótsze od ramienia siły oporu[3].